# Sven Knutsson
Sven Knutsson, född 1627 eller 1628 troligen i Ronneby, död 1 januari 1699 i Hällestads socken, Skåne, var en dansk-svensk prästman.
Sven Knutsson erhöll dimissionsexamen från Metropolitanskolen och blev 1650 student vid Köpenhamns universitet. 1649 framträdde han som tillfällighetsdiktare i samband med Thomas Bartholins bröllop och kom senare att skriva dikter åt flera inflytelserika personer. Han var även informator åt Olof Baggers äldsta son. Sven Knutsson prästvigdes i Lund till kyrkoherde i Dalby och Hällestad. Han var ledamot av prästeståndet vid riksdagarna 1672 och 1686. Sven Knutsson fick efter skånska kriget uppgiften att verka för att försvenska kyrkan i Skåne genom att övertyga kyrkoherdarna i Skåne om att begära likställighet med övriga församlingar i Sverige. Arbetet skedde på uppdrag av biskopen Canutus Hahn men det fick inte märkas utan det skulle förefalla som initiativet kom från de skånska kyrkoherdarna själva. Sven Knutsson lyckades få ungefär hälften av de skånska kyrkoherdarna att skriva under en begäran om likställighet, men ådrog sig samtidigt missnöje genom sin hårdföra propaganda. Man lyckades inte få tillräckligt många underskrifter inför riksdagen 1680 och därför kunde inte en petition om likställighet skickas in. 22 januari 1681 utfärdades dock en kunglig resolution som klargjorde att en likformighet i den kyrkliga organisationen för nödvändig för en likställighet mellan Lunds stift och övriga svenska stift, vilket gjorde att opinionen svängde. 3 maj 1681 inlämnades en petition som var ganska snarlik den Sven Knutsson försökt driva igenom, om än något försiktigare formulerad. Som tack för sina insatser tilldelades han 1681 ett hemman i Hällestad. Sven Knutsson var 1682 ledamot av en kommission angående för danskhet misstänkta präster. Han disputerade 1684 vid Lunds universitet och promoverades 1688 till magister där.